# Хаке, Рене
Рене Хаке (нидерл. René Hake; род. 18 декабря 1971) — нидерландский футбольный тренер.

## Биография
Хаке никогда не играл в футбол на высоком уровне. Тренерскую карьеру начал с юношеских команд «Эммена» и «Твенте». Потом был в этих командах и главным тренером.
В сезоне 2018-19 был тренером футбольного клуба Камбюр.
В сезоне 2019-20 был тренером футбольного клуба Йонг Утрехт.
В 2020-22 был тренером футбольного клуба Утрехт.
В 2022-24 был тренером футбольного клуба Гоу Эхед Иглз.
В июле 2024 назначен ассистентом Рууда ван Нистелроя в Манчестер Юнатед.